# Estado Libre de Costa Rica
Se conoce como Estado Libre de Costa Rica al período entre la separación del país de la República Federal de Centroamérica (dentro de la cual era un Estado federado) y la proclamación de la República de Costa Rica tras la promulgación de la Constitución Política de Costa Rica de 1847.

## Historia
Entre 1825 y 1838 Costa Rica formó parte de la República Federal Centroamericana. Durante dicho período Costa Rica fue un estado sumamente disciplinado que cumplió con sus deberes jurídicos, eligiendo los cargos de representantes federales que le correspondían y cumpliendo con las leyes de la Federación. No obstante, durante el estallido de la guerra civil entre El Salvador, Guatemala y Honduras, los llamados a la paz hechos por Costa Rica fueron ignorados y el país emitió la Ley Aprilia, donde se separaba temporalmente del resto de la Federación a la espera de que se restableciera el orden constitucional vía decreto del Poder Legislativo del 1 de abril de 1829. La guerra finalizaría ese año conforme el general hondureño Francisco Morazán derrota al gobierno federal salvadoreño y pone fin a la guerra. Obliga al Senado y Congreso de la República Federal a designar presidente (aun cuando los cargos de los legisladores ya estaban vencidos) y éstos proclaman al guatemalteco José Francisco Barrundia presidente provisional y convocan elecciones. Aún estando vigente la Ley Aprilia, Costa Rica participa del proceso y elige los representantes del país al Congreso, estos fueron Manuel María Peralta y su hermano José Francisco Peralta como senadores y al sacerdote Félix Romero y a Juan Diego Bonilla Nava como diputados. Romero fue incluso electo presidente del Congreso Federal.
Al transcurrir las elecciones federales de 1830 y nombrarse como presidente a Francisco Morazán, el orden constitucional se consideró restablecido y a petición de la Corte Suprema de Justicia de Centroamérica, el Congreso de Costa Rica abrogó la Ley Aprilia el 3 de febrero de 1831.
Cuando la Federación falló en asistir a Costa Rica cuando Colombia anexó forzosamente el territorio costarricense de Bocas del Toro (hoy parte de Panamá) las simpatías hacia la Federación se enfriaron. El 30 de mayo de 1838 el Congreso Federal autorizó a los Estados a organizarse como mejor desearan, provocando la disolución de facto de la Federación con la salida sucesiva de Nicaragua, Honduras y Costa Rica. Posteriores esfuerzos por reintegrar la Federación como los del guatemalteco Rafael Carrera y el hondureño Francisco Morazán resultarían fracasados.
Aún como un estado federal de la República Centroamericana, en 1835 Costa Rica enfrenta una guerra civil entre provincias por la capitalidad del país ante el fracaso de la Ley de la Ambulancia para distribuir periódicamente la capitalidad entre las cuatro ciudades fundadoras. San José se enfrenta a Heredia, Alajuela y Cartago, resultando victorioso y trasladando la capital defintiviamente de San Juan de Tibás a San José permanentemente.
En 1838 el dictador costarricense Braulio Carrillo Colina proclama la independencia definitiva del país respecto a la Federación denominando al nuevo país Estado Libre de Costa Rica y formando un régimen autoritario determinado jurídicamente por el Decreto de Bases y Garantías como Constitución.
Costa Rica debió hacer frente a la deuda externa contraída colectivamente por Centroamérica con el Reino Unido. Tras arduas negociaciones y un oneroso pago logró saldar la deuda con el gobierno británico y evitar así las amenazas de invasión que pendían sobre los países centroamericanos morosos.
Carrillo pagó la deuda con Londres, impulsó la producción cafetalera e intentó conectar el país con Limón mediante una carretera. Sería derrocado por Francisco Morazán y sus aliados en 1842. Morazán abandonaría la carretera a Limón y continuaría la política de comercio con Gran Bretaña. Utilizaría a Costa Rica como plataforma para restablecer la República Federal por la fuerza, por lo que el resto de Centroamérica se preparó para la guerra contra Costa Rica. La cual no sucedió por cuanto Morazán fue derrocado y ejecutado por los costarricenses antes de que sucediera el conflicto bélico.
Antonio Pinto Soares, como líder de la revuelta y comandante de armas, ejerce el poder interinamente del 11 al 27 de septiembre de 1842, no pudiendo ser electo presidente por no ser costarricense de nacimiento, según estipulaba la Constitución. A petición suya el Congreso nombra presidente y elige a José María Alfaro Zamora quien ejerce entre el 27 de septiembre de 1842 al 28 de noviembre de 1844 como jefe provisorio. Alfaro convoca a una Asamblea Constituyente que el 9 de abril de 1844 emite la Constitución de 1844.
En elecciones directas de 1844 fue elegido presidente del Estado Francisco María Oreamuno Bonilla, quien nunca llega a ejercer por desinterés personal, por lo que el ejercicio del poder recae en el presidente del Senado Rafael Moya Murillo entre el 17 de diciembre de 1844 y el 30 de abril de 1845. Después de Moya ejercería el poder ejecutivo José Rafael Gallegos Alvarado del 1 de mayo de 1845 al 7 de junio de 1846 también en su calidad de senador.
Gallegos intentó gobernar vía decreto, pero la convocatoria a nuevas elecciones resultó caótica. Ante el descontento popular y el estancamiento político, Gallegos fue derrocado por José María Alfaro Zamora quien asumió la presidencia de facto. Alfaro convocó a una nueva constituyente de la que emanó la Constitución de 1847, la cual denominó al país Estado de Costa Rica, estableció explícitamente el voto masculino exclusivo, extendió el período de gobierno a seis años, estableció el Poder Legislativo como unicameral y creó la figura del Presidente del Estado. En 1847 se convocó a elecciones en las que resultó vencedor José María Castro Madriz. Madriz afrontaría diversos problemas; la caída internacional de los precios del café, un levantamiento popular en Alajuela, la carencia de límites definidos con Nicaragua y la intervención anglo-estadounidense en la región deseosa de crear un canal interoceánico. Aun así, Madriz convocaría a una nueva constituyente que reformaría la Constitución de 1847 creando así la Constitución reformada de 1848 la cual proclamaría formalmente la República de Costa Rica poniendo fin al Estado de Costa Rica.

## Sistema de Gobierno
Bajó la República Federal el Estado era gobernado por un Jefe de Estado. El régimen de Carrillo fue particularmente autoritario así que el Poder Ejecutivo concentraba grandes poderes, lo cual fue atenuado con la Constitución de 1844 la cual establecía un Jefe de Estado democráticamente electo, un Poder Legislativo bicameral conformado por una Cámara de Senadores y una Cámara de Diputados electos por votación popular y un Poder Judicial separado conformado por una Corte Suprema de Justicia. La Constitución de 1847-48 crea la figura del Presidente de Costa Rica por primera vez (Presidente del Estado) sin que exista vicepresidente y crea el Congreso Constitucional (parlamento) unicameral.

## Religión
A diferencia de las Constituciones anteriores que habían establecido no sólo la oficialidad del credo católico como el del Estado, sino además la obligatoriedad de practicar el catolicismo dentro del territorio costarricense (salvo para extranjeros que estuvieran de paso), la Constitución de 1844 consagraba la libertad de culto aunque mantenía la oficialidad de la religión católica como aquella del estado y que éste tenía el deber de financiar. El Decreto de Bases y Garantías que precedió a esta Constitución y que sirvió como constitución de facto durante la dictadura de Carrillo era omisa respecto al tema religioso. En cualquier caso, durante este período la mayoría de la población era católica y sólo rompían la homogeneidad religiosa los pueblos indígenas en zonas montañosas aisladas y los judíos sefarditas.